# Onymochila
Onymochila is een geslacht van wantsen uit de familie van de Tingidae (Netwantsen). Het geslacht werd voor het eerst wetenschappelijk beschreven door Carl John Drake in 1948.

## Soorten
Het genus bevat de volgende soorten:

- Onymochila dichopetali (Horváth, 1929)
- Onymochila tomentosa Linnavuori, 1977